# Glanzklaffschnabel
Der Glanzklaffschnabel (Anastomus lamelligerus), früher Mohrenklaffschnabel genannt, ist eine Art aus der Familie der Störche (Ciconiidae). Die Nominatform (A. l. lamelligerus) lebt als Brutvogel im tropischen Afrika südlich der Sahara und nördlich des Südlichen Wendekreis, die Unterart (A. l. madagaskarensis) im westlichen Madagaskar. Die Bestände des Vogels sind nach Angaben der IUCN nicht gefährdet.

## Merkmale
Der Glanzklaffschnabel erreicht eine Körperlänge von 80 bis 94 cm und ein Gewicht von 1 bis 1,3 kg. Männchen werden größer. Das Gefieder ist dunkel und schimmert grün, bräunlich oder purpurn. Bei geschlossenem Schnabel bleibt zwischen Ober- und Unterschnabel in der Mitte eine Lücke von etwa 6 mm. Die madagassische Unterart bleibt kleiner, ihr Schnabel ist zierlicher.

## Lebensweise
Der Glanzklaffschnabel lebt in Feuchtgebieten, in Sümpfen, an den Ufern von Seen und Flüssen, Überschwemmungsflächen und in feuchten Savannen. Er ernährt sich vor allem von größeren aquatischen Schnecken (Apfelschnecken), daneben auch von Muscheln, Landschnecken, Fröschen, Krabben, Würmern, Fischen und Insekten. Glanzklaffschnäbel halten sich oft in der Nähe von Flusspferden auf, die womöglich bei der Nahrungssuche hilfreich sind, wenn sie das Wasser oder die Ufer aufwühlen.

## Fortpflanzung
Die Brutzeit der Glanzklaffschnäbel beginnt meist am Ende der Regenzeit, wenn das Nahrungsangebot optimal ist, kann aber auch zu Beginn oder kurz vor dem Beginn der Regenzeit starten. Sie bauen in Gruppen ihre Baumnester meist über dem Wasser oder über Röhricht. Das für Störche kleine, nur 50 cm im Durchmesser messende Nest wird aus Zweigen und Schilf gebaut. Normalerweise werden drei bis vier, mindestens zwei und höchstens fünf Eier gelegt, die 25 bis 30 Tage bebrütet werden. Die geschlüpften Jungvögel haben ein schwarzes Daunengefieder und normal gebaute Schnäbel. Sie verlassen nach 50 bis 55 Tagen das Nest.